# Osiedle Rubinowe w Baranowie

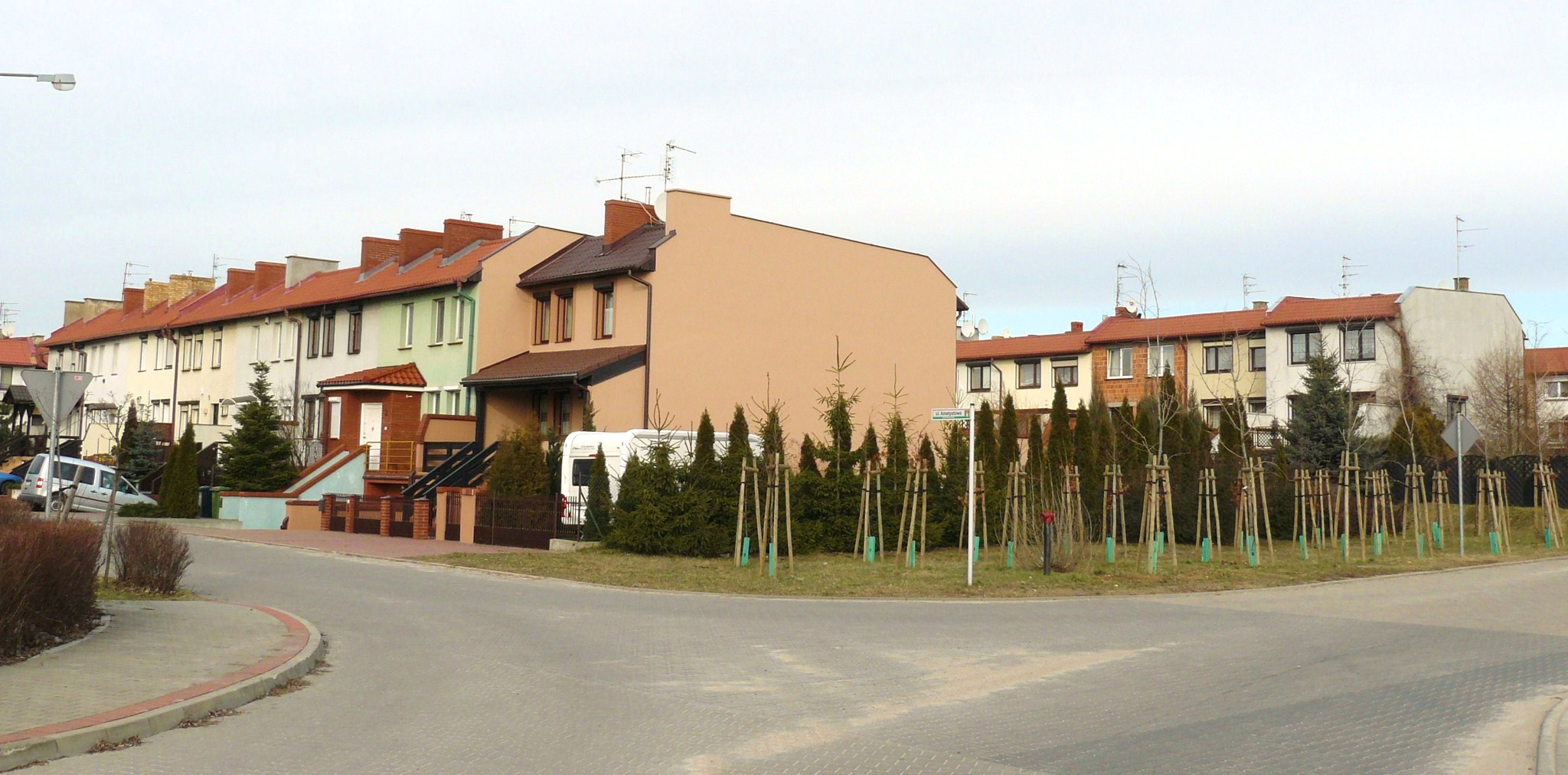
Ulica Ametystowa

Osiedle Rubinowe – osiedle domów jednorodzinnych, zlokalizowane we wschodniej części Baranowa, bezpośrednio przy granicy z Poznaniem.
Osiedle ma plan owalu przeciętego na krzyż dwiema ulicami. Ich nazwy pochodzą od kamieni szlachetnych: Ametystowa, Perłowa, Rubinowa, Szmaragdowa i Topazowa. Zabudowa w większości domami szeregowymi. 
Komunikację publiczną  z Poznaniem i Tarnowem Podgórnym zapewnia linia 801 firmy MPK Poznań, przystanek Baranowo/Os. Rubinowe.